# (200014) 2007 MH3
(200014) 2007 MH3  es un asteroide perteneciente al cinturón de asteroides, descubierto el 16 de junio de 2007 por el equipo del Spacewatch desde el Observatorio Nacional de Kitt Peak, Arizona, Estados Unidos.

## Designación y nombre
Designado provisionalmente como 2007 MH3.

## Características orbitales
2007 MH3 está situado a una distancia media del Sol de 2,607 ua, pudiendo alejarse hasta 3,359 ua y acercarse hasta 1,856 ua. Su excentricidad es 0,288 y la inclinación orbital 6,339 grados. Emplea 1538,19 días en completar una órbita alrededor del Sol.

## Características físicas
La magnitud absoluta de 2007 MH3 es 16,8.